# Circonscription de Kastoria
La circonscription de Kastoria (en grec Εκλογική περιφέρεια Καστοριάς) est une circonscription législative de la Grèce. Elle correspond au territoire du nome de Kastoria. Elle compte 62 628 électeurs inscrits en janvier 2015.

Situation de la circonscription de Kastoria

## Élections législatives de mai 2012

### Résultats
La circonscription de Kastoria élit deux députés en mai 2012. Les élections ont lieu au scrutin proportionnel plurinominal avec prime majoritaire et un seuil de représentation de 3 % des suffrages exprimés au niveau national.
34 721 électeurs se sont exprimés sur 63 328 inscrits, soit un taux de participation de 54,83 %. Parmi les vingt-deux listes candidates, deux listes obtiennent chacune un siège dans la circonscription.
| Rang | Liste                              | Nombre de voix | Pourcentage des voix | Nombre de sièges |
| ---- | ---------------------------------- | -------------- | -------------------- | ---------------- |
| 1    | Nouvelle Démocratie                | +10 047,       | 29,77 %              | 1                |
| 2    | Grecs indépendants                 | +04 587,       | 13,59 %              | 1                |
| 3    | Mouvement socialiste panhellénique | +04 344,       | 12,87 %              | 0                |
| 4    | SYRIZA                             | +03 780,       | 11,20 %              | 0                |
| 5    | Aube dorée                         | +02 551,       | 7,56 %               | 0                |
| 6    | Parti communiste de Grèce          | +01 774,       | 5,26 %               | 0                |
| 7    | Gauche démocrate                   | +01 333,       | 3,95 %               | 0                |

### Députés

#### Nouvelle Démocratie
La liste de la Nouvelle Démocratie est en tête et obtient un siège.
| Rang | Nom            | Nombre de voix |
| ---- | -------------- | -------------- |
| 1    | Maria Antoniou | +3 231,        |

#### Grecs indépendants
La liste des Grecs indépendants est deuxième et obtient un siège.
| Rang | Nom              | Nombre de voix |
| ---- | ---------------- | -------------- |
| 1    | Symeon Koumbanis | +1 587,        |

## Élections législatives de juin 2012

### Résultats
La circonscription de Kastoria élit deux députés en juin 2012. Les sièges sont répartis à l'issue d'un scrutin proportionnel plurinominal avec prime majoritaire entre les listes ayant obtenu au moins 3 % des suffrages exprimés au niveau national.
33 556 électeurs se sont exprimés sur 63 303 inscrits, soit un taux de participation de 53,01 %. Parmi les seize listes candidates, deux listes obtiennent au moins un siège dans la circonscription.
| Rang | Liste                              | Nombre de voix | Pourcentage des voix | Nombre de sièges |
| ---- | ---------------------------------- | -------------- | -------------------- | ---------------- |
| 1    | Nouvelle Démocratie                | +12 955,       | 39,12 %              | 1                |
| 2    | SYRIZA                             | +05 778,       | 17,45 %              | 1                |
| 3    | Mouvement socialiste panhellénique | +04 678,       | 14,13 %              | 0                |
| 4    | Grecs indépendants                 | +03 315,       | 10,01 %              | 0                |
| 5    | Aube dorée                         | +02 505,       | 7,56 %               | 0                |
| 6    | Gauche démocrate                   | +01 337,       | 4,04 %               | 0                |
| 7    | Parti communiste de Grèce          | +00771,        | 2,33 %               | 0                |

### Députés

#### Nouvelle Démocratie
La liste de la Nouvelle Démocratie est en tête et obtient un siège.
| Rang | Nom            |
| ---- | -------------- |
| 1    | Maria Antoniou |

#### SYRIZA
La liste de la SYRIZA est deuxième et obtient un siège.
| Rang | Nom                      |
| ---- | ------------------------ |
| 1    | Evangelos Diamantopoulos |

## Élections législatives de janvier 2015

### Résultats
La circonscription élit deux députés en janvier 2015. Les sièges sont répartis à l'issue d'un scrutin proportionnel plurinominal avec prime majoritaire entre les listes ayant obtenu au moins 3 % des suffrages exprimés au niveau national.
33 666 électeurs se sont exprimés sur 62 628 inscrits, soit un taux de participation de 53,76 %. Parmi les seize listes candidates, deux listes obtiennent chacune un siège dans la circonscription.
| Rang | Liste                              | Nombre de voix | Pourcentage des voix | Nombre de sièges |
| ---- | ---------------------------------- | -------------- | -------------------- | ---------------- |
| 1    | Nouvelle Démocratie                | +12 780,       | 38,78 %              | 1                |
| 2    | SYRIZA                             | +08 923,       | 27,08 %              | 1                |
| 3    | Aube dorée                         | +02 528,       | 7,67 %               | 0                |
| 4    | La Rivière                         | +01 728,       | 5,24 %               | 0                |
| 5    | Mouvement socialiste panhellénique | +01 596,       | 4,84 %               | 0                |
| 6    | Grecs indépendants                 | +01 346,       | 4,08 %               | 0                |
| 7    | Parti communiste de Grèce          | +01 196,       | 3,63 %               | 0                |

### Députés
La répartition des sièges au sein de chaque liste élue dépend du nombre de voix obtenues individuellement par chaque candidat, suivant le système du vote préférentiel. Dans la circonscription de Kastoria, les listes peuvent comporter jusqu'à quatre candidats. Les électeurs peuvent exprimer un vote préférentiel pour l'un des candidats sur la liste pour laquelle ils votent.

#### Nouvelle Démocratie
La liste de la Nouvelle Démocratie est en tête et obtient un siège.
| Rang | Nom            | Nombre de voix |
| ---- | -------------- | -------------- |
| 1    | Maria Antoniou | +4 197,        |

#### SYRIZA
La liste de la SYRIZA est deuxième et obtient un siège.
| Rang | Nom                      | Nombre de voix |
| ---- | ------------------------ | -------------- |
| 1    | Evangelos Diamantopoulos | +2 455,        |